# Aithirne
Aithirne ['aθʴirʴnʴe], auch Athirne, mit dem Beinamen Áilgesach (áilges – „nicht abzulehnende Bitte“) ist im Ulster-Zyklus der keltischen Mythologie Irlands der Name eines Dichters (fili) am Hofe des Königs Conchobar mac Nessa von Ulster.

## Legenden
Aithirne ist der Sohn des Dichters Ferchertne und der Lehrer von Amairgin mac Ecit Salaig. Er ist ein Meister in der Kunst des áilges (s. o.) und des Glám dícenn („rituelle Verwünschung“). In einer alten Sage wird berichtet, wie er dem Gott Midir dadurch und durch Fasten die „drei Kraniche der Knausrigkeit“ (corr diúltada) abringen kann. Der erste ruft unentwegt „Komm nicht!“, der zweite „Geh weg!“ und der dritte „Vorbei am Haus!“. Wer diese drei Kraniche auch nur ansah, konnte an diesem Tag keinen Kampf siegreich bestehen.
In der Erzählung Cath Étair („Die Schlacht von Étar“) ist Aithirne im Auftrag König Conchobars auf einer Rundreise durch Irland unterwegs, auf der er sich durch seine unverschämten Forderungen überall Feinde macht. So wandert er um Connacht so lange herum, der Provinz immer die linke (Übel ankündigende) Seite zuwendend, bis der einäugige König Eochu mac Luchtai bereit ist, sich zur Unheilsabwehr sein gesundes Auge herauszureißen. Der König von Munster wird auf ähnliche Art gezwungen, ihm seine hochschwangere Frau für eine Nacht zu überlassen. Als er allerdings in Leinster 150 adelige Frauen entführt, verfolgt ihn ein rasch aufgestelltes Heer und belagert ihn mit 100 Ulstern in der Burg Étar (Howth, County Fingal bei Dublin). Erst der Einsatz Conall Cernachs, bei dem der Leinster-König Mes Gegra sein Leben verliert, rettet die Belagerten.
Von Aithirnes Tod durch die Hand König Conchobars berichtet die Sage Tochmarc Luaine acus aided Athirni („Die Werbung Luaines und der Tod Athirnes“).

## Weblink
- Jean Markale/Jody Gladding: The epics of Celtic Ireland: ancient tales of mystery and magic. Inner Traditions / Bear & Company, 2000